# باک‌هورن (نیومکزیکو)
باک‌هورن (به انگلیسی: Buckhorn) یک منطقهٔ مسکونی در ایالات متحده آمریکا است که در شهرستان گرنت، نیومکزیکو واقع شده‌است. باک‌هورن ۲۰۰ نفر جمعیت دارد و ۱٬۸۷۰٫۸۹ متر بالاتر از سطح دریا واقع شده‌است.